# O zachodzie
O zachodzie – minialbum Jerzego Grunwalda i En Face, wydany w 1972 roku nakładem wytwórni Polskie Nagrania „Muza” (N-0698).

## Lista utworów[3]
Strona A
1. „O zachodzie” (muz. Jerzy Grunwald – sł. Włodzimierz Scisłowski)
2. „Jesteś wszystkim co mam” (muz. Bohdan Kendelewicz – sł. Andrzej Senar)

Strona B
1. „Płynę na wyspy szczęśliwe” (muz. Jerzy Grunwald – sł. Wiktor Leliwa)
2. „Oddaleni ale bliscy” (muz. Jerzy Grunwald – sł. Wiktor Leliwa)

## Skład zespołu[2]
- Jerzy Grunwald – śpiew, gitara dwunastostrunowa
- Bohdan Kendelewicz – gitara basowa, wokal wspierający
- Marian Myszko – perkusja, flet, wokal wspierający

## Opracowanie
- Łódzka Drukarnia Akcydensowa[4]